# Periclimenes
Periclimenes es un género de crustáceos de la familia Palaemonidae, orden Decapoda.
Este género de camarones, que cuenta con numerosas especies, sufrió una merma importante en su cuantía con la descripción del nuevo género Ancylomenes Okuno y Bruce, 2010, que incorporó muchas de sus especies.

## Descripción
Estas vistosas especies de camarones, quisquillas o gambitas, como se denominan comúnmente, son limpiadoras de diversas especies de peces y morenas, y realizan simbiosis, relaciones mutualistas, con anémonas de los géneros Stichodactyla, Heteractis, Condylactis o Macrodactyla, y también con corales, pepinos de mar o gusanos platelmintos como la bailarina española, o Hexabranchus sanguineus.

## Alimentación
Son omnívoros, se alimentan de parásitos y tejidos muertos de los animales que desparasitan, así como de todo tipo de algas, larvas, o huevos.

## Hábitat y distribución
Habitan zonas rocosas de aguas templadas y arrecifes tropicales. En un rango de profundidad de 0,5 a 1.206 m.
Se distribuyen tanto en el Atlántico, incluido el Mediterráneo, como en el Indo-Pacífico, incluido el mar Rojo.

## Especies
El Registro Mundial de Especies Marinas reconoce actualmente las siguientes especies en el género:
| - Periclimenes acanthimerus Bruce, 2006 - Periclimenes aegylios Grippa & d'Udekem d'Acoz, 1996 - Periclimenes affinis (Zehntner, 1894) - Periclimenes albatrossae Chace & Bruce, 1993 - Periclimenes albolineatus Bruce & Coombes, 1997 - Periclimenes alcocki Kemp, 1922 - Periclimenes aleator Bruce, 1991 - Periclimenes alexanderi X. Li, 2008 - Periclimenes amethysteus (Risso, 1826) - Periclimenes andresi Macpherson, 1988 - Periclimenes antipathophilus Spotte, Heard & Bubucis, 1994 - Periclimenes argos Gibbes, 1850 - Periclimenes batei (Borradaile, 1917) - Periclimenes boucheti X. Li, Mitsuhashi & Chan, 2008 - Periclimenes bowmani Chace, 1972 - Periclimenes brevicarpalis (Schenkel, 1902) - Periclimenes brevinaris Nobili, 1906 - Periclimenes brevirostris Bruce, 1991 - Periclimenes brucei Duriš, 1990 - Periclimenes burrup Bruce, 2007 - Periclimenes calcaratus Chace & Bruce, 1993 - Periclimenes canalinsulae Bruce & Coombes, 1997 - Periclimenes cannaphilus Komai, Nemoto & Tsuchida, 2010 - Periclimenes carinidactylus Bruce, 1969 - Periclimenes chacei X. Li, Bruce & Manning, 2004 - Periclimenes colemani Bruce, 1975 - Periclimenes colesi De Grave & Anker, 2009 - Periclimenes commensalis Borradaile, 1915 - Periclimenes compressus Borradaile, 1915 - Periclimenes coriolis Bruce, 1985 - Periclimenes crinoidalis Chace, 1969 - Periclimenes cristimanus Bruce, 1965 - Periclimenes crosnieri X. Li & Bruce, 2006 - Periclimenes curvirostris Kubo, 1940 - Periclimenes dardanicola Bruce & Okuno, 2006 - Periclimenes delagoae Barnard, 1958 - Periclimenes dentidactylus Bruce, 1984 - Periclimenes difficilis Bruce, 1976 - Periclimenes digitalis Kemp, 1922 - Periclimenes diversipes Kemp, 1922 - Periclimenes eleftherioui Koukouras & Türkay, 1996 - Periclimenes exederens Bruce, 1969 - Periclimenes fenneri Bruce, 2005 - Periclimenes finlayi Chace, 1972 - Periclimenes forcipulatus Bruce, 1991 - Periclimenes foresti Bruce, 1981 - Periclimenes forgesi X. Li & Bruce, 2006 - Periclimenes foveolatus Bruce, 1981 - Periclimenes fujinoi Bruce, 1990 - Periclimenes gonioporae Bruce, 1989 - Periclimenes granulatus Holthuis, 1950 - Periclimenes granulimanus Bruce, 1978 - Periclimenes granuloides Hayashi in Baba, Hayashi & Toriyama, 1986 - Periclimenes guarapari De Grave, 2008 - Periclimenes harringtoni Lebour, 1949 - Periclimenes hertwigi Balss, 1913 - Periclimenes hongkongensis Bruce, 1969 - Periclimenes imperator Bruce, 1967 - Periclimenes incertus Borradaile, 1915 - Periclimenes infraspinis (Rathbun, 1902) - Periclimenes ingressicolumbi Berggren & Svane, 1989 - Periclimenes inornatus Kemp, 1922 - Periclimenes investigatoris Kemp, 1922 - Periclimenes involens Bruce, 1996 - Periclimenes iridescens Lebour, 1949 - Periclimenes ischiospinosus Bruce, 1991 - Periclimenes josephi X. Li, 2008 - Periclimenes jugalis Holthuis, 1952 - Periclimenes kallisto Bruce, 2008 - Periclimenes kempi Bruce, 1969 - Periclimenes kornii (Lo Bianco, 1903) - Periclimenes laccadivensis (Alcock & Anderson, 1894) - Periclimenes laevimanus Duriš, 2010 - Periclimenes latipollex Kemp, 1922 - Periclimenes lepidus Bruce, 1978 - Periclimenes leptodactylus Bruce, 1991 - Periclimenes leptopus Kemp, 1922 - Periclimenes leptunguis X. Li, Mitsuhashi & Chan, 2008 | - Periclimenes longimanus (Dana, 1852) - Periclimenes longipes (Stimpson, 1860) - Periclimenes loyautensis X. Li & Bruce, 2006 - Periclimenes macrophthalmus Fujino & Miyake, 1970 - Periclimenes madreporae Bruce, 1969 - Periclimenes magnus Holthuis, 1951 - Periclimenes mahei Bruce, 1969 - Periclimenes maldivensis Bruce, 1969 - Periclimenes manihine Bruce, 2006 - Periclimenes mclaughlinae Fransen, 2006 - Periclimenes mclellandi Heard & Spotte, 1997 - Periclimenes meyeri Chace, 1969 - Periclimenes milleri Bruce, 1986 - Periclimenes murcielagensis Vargas, 2000 - Periclimenes nevillei Bruce, 2010 - Periclimenes ngi X. Li, Mitsuhashi & Chan, 2008 - Periclimenes nomadophila Berggren, 1994 - Periclimenes novaffinis Bruce & Coombes, 1997 - Periclimenes obscurus Kemp, 1922 - Periclimenes ordinarius Bruce, 1991 - Periclimenes ornatellus Bruce, 1979 - Periclimenes ornatus Bruce, 1969 - Periclimenes paivai Chace, 1969 - Periclimenes pandionis Holthuis, 1951 - Periclimenes panglaonis X. Li, Mitsuhashi & Chan, 2008 - Periclimenes paralcocki X. Li & Bruce, 2006 - Periclimenes paraleator X. Li & Bruce, 2006 - Periclimenes paraparvus Bruce, 1969 - Periclimenes parvispinatus Bruce, 1990 - Periclimenes parvus Borradaile, 1898 - Periclimenes patae Heard & Spotte, 1991 - Periclimenes pauper Holthuis, 1951 - Periclimenes pectiniferus Holthuis, 1952 - Periclimenes pectinipes Bruce, 1991 - Periclimenes perlucidus Bruce, 1969 - Periclimenes perryae Chace, 1942 - Periclimenes perturbans Bruce, 1978 - Periclimenes petitthouarsi - Periclimenes pholeter Holthuis, 1973 - Periclimenes platalea Holthuis, 1951 - Periclimenes platydactylus X. Li, 2008 - Periclimenes platyrhynchus Bruce, 1991 - Periclimenes polynesiensis X. Li, 2008 - Periclimenes poriphilus Bruce, 2010 - Periclimenes poupini Bruce, 1989 - Periclimenes pseudalcocki X. Li & Bruce, 2006 - Periclimenes rathbunae Schmitt, 1924 - Periclimenes rectirostris Bruce, 1981 - Periclimenes rex Kemp, 1922 - Periclimenes richeri Bruce, 1990 - Periclimenes rincewindi De Grave, 2014 - Periclimenes ruber Bruce, 1982 - Periclimenes sagittifer (Norman, 1861) - Periclimenes sandybrucei Mitsuhashi & Chan, 2009 - Periclimenes sandyi De Grave, 2009 - Periclimenes sarkanae Bruce, 2007 - Periclimenes scriptus (Risso, 1822) - Periclimenes sinensis Bruce, 1969 - Periclimenes soror Nobili, 1904 - Periclimenes takedai Mitsuhashi, Li & Chan, 2012 - Periclimenes tangeroa Bruce, 2005 - Periclimenes tenellus (Smith, 1882) - Periclimenes terangeri Bruce, 1998 - Periclimenes thermohydrophilus Hayashi & Ohtomi, 2001 - Periclimenes toloensis Bruce, 1969 - Periclimenes tonga Bruce, 1988 - Periclimenes uniunguiculatus Bruce, 1990 - Periclimenes vanellus. Fransen, 2010 - Periclimenes vaubani Bruce, 1990 - Periclimenes veleronis Holthuis, 1951 - Periclimenes vicinus X. Li, 2008 - Periclimenes watamuae Bruce, 1976 - Periclimenes wirtzi d'Udekem d'Acoz, 1996 - Periclimenes yaldwyni Holthuis, 1959 - Periclimenes yucatanicus (Ives, 1891) - Periclimenes zanzibaricus Bruce, 1967 - Periclimenes zevinae Duriš, 1990 |

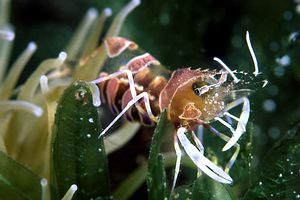
Periclimenes amethysteus
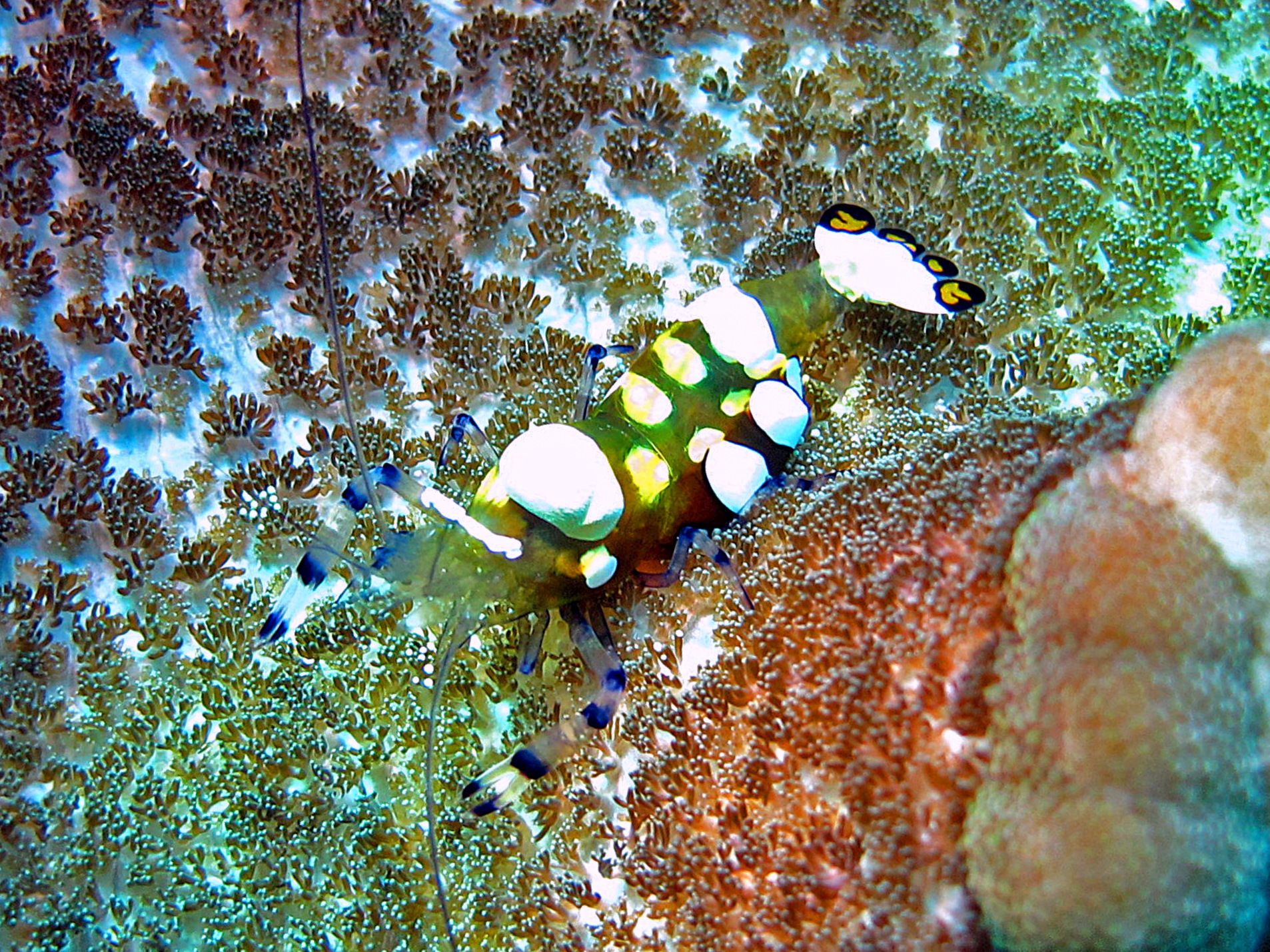
Periclimenes brevicarpalis
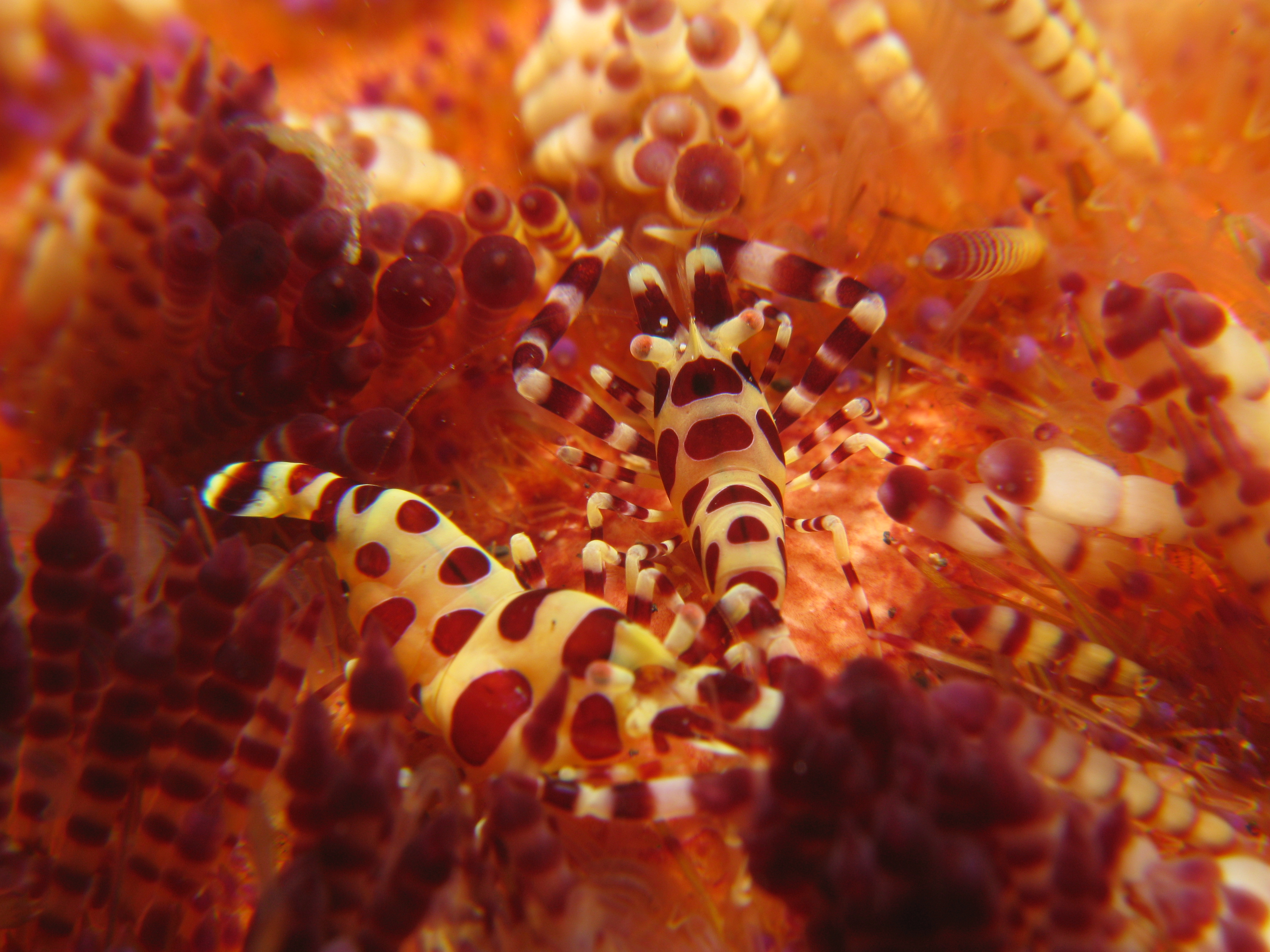
Periclimenes colemani
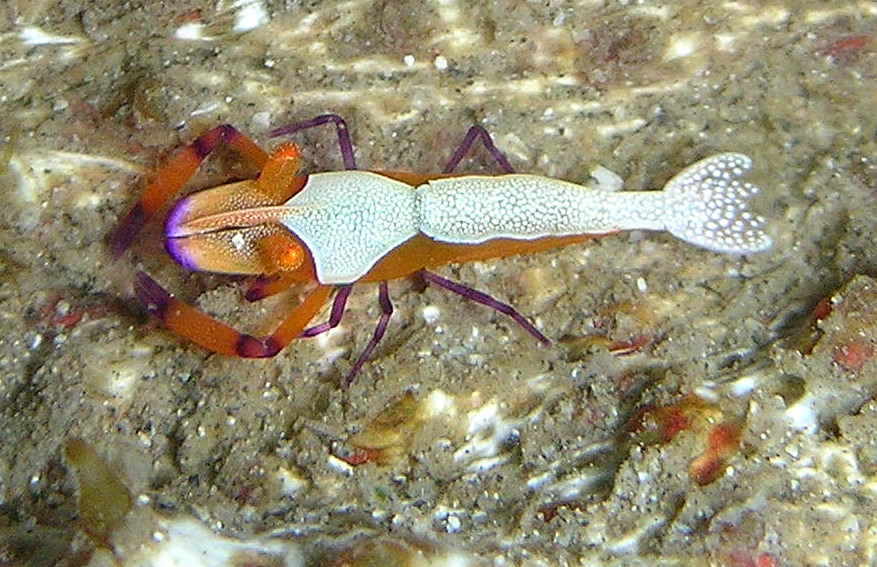
Periclimenes imperator
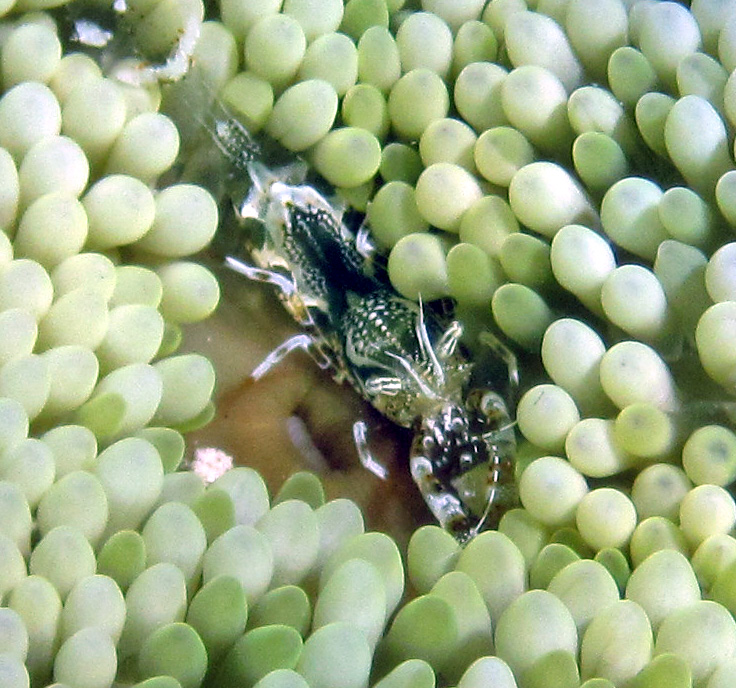
Periclimenes rathbunae
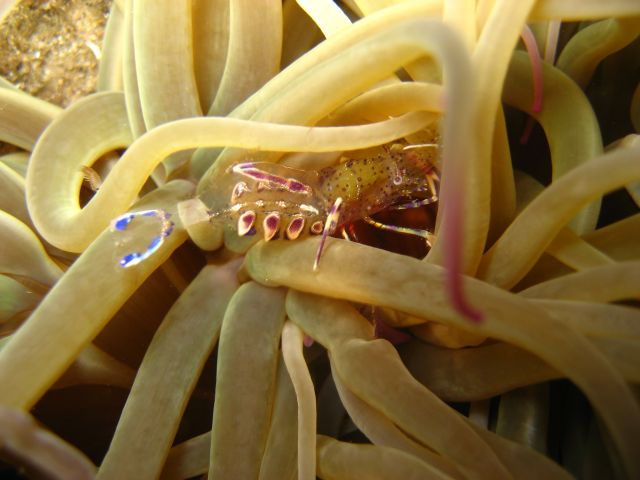
Periclimenes sagittifer.
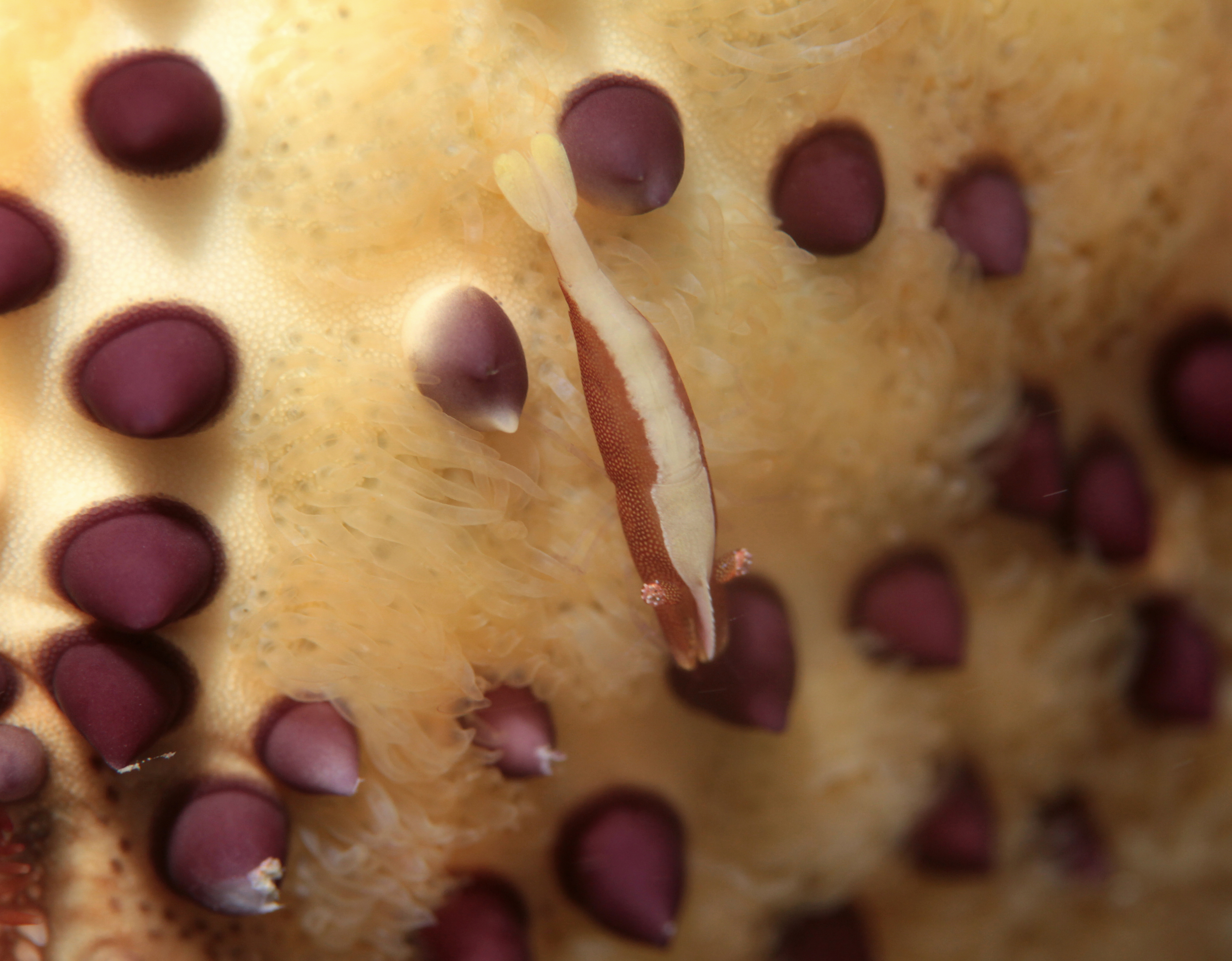
Periclimenes soror
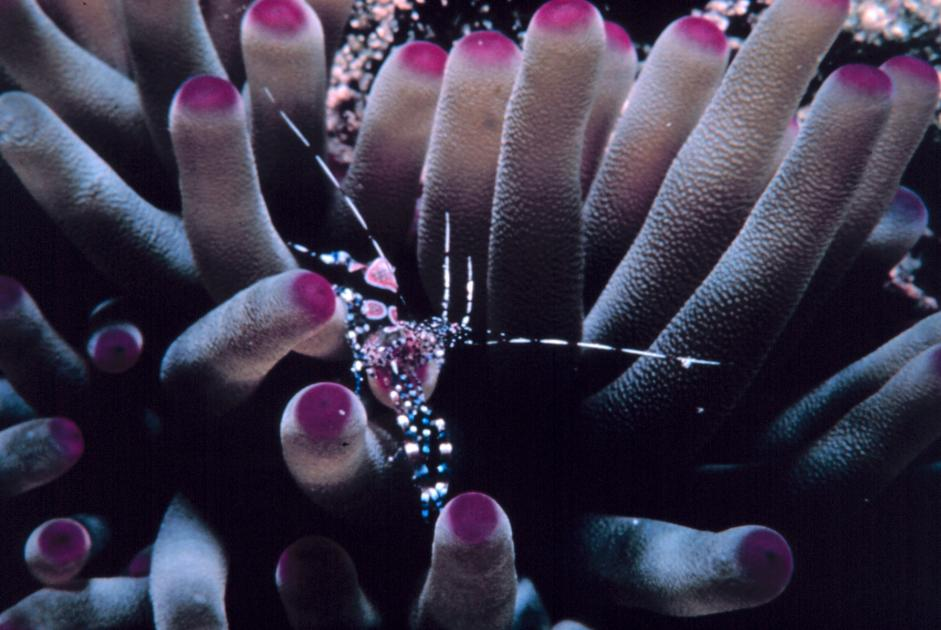
Periclimenes yucatanicus.